# جورج رودس (فلاح)
جورج رودس (بالإنجليزية: George Rhodes)‏ هو فلاح نيوزيلندي، ولد في 1816، وتوفي في 1864.